# Джикия, Резо Котеевич
Резо́ Коте́евич Джи́кия (1 сентября 1980, Иркутск, РСФСР, СССР) — российский футболист.

## Карьера
Воспитанник иркутской футбольной школы. Играть в футбол начал с шести лет. Первый тренер — Олег Серов. В «Звезду» пригласили, когда ему исполнилось шестнадцать лет.
В 1997 отыграл в аренде в клубе Второй лиги «Ангара» Ангарск. Далее поочерёдно отдавался в аренду в клубы «Чкаловец-Олимпик» из Новосибирска и в «Локомотив» Чита.
С 2004 года играл в различных грузинских командах, а в феврале 2008 перешёл в махачкалинский «Анжи». В 2009 вернулся в Грузию.